# Campeonato Internacional de Verano de 2012
A Copa Bimbo 2012 foi a quarta edição da Copa Bimbo, que se disputa no Estádio Centenário de Montevideo, Uruguai, nos dias 13 e 15 de janeiro de 2012. 

## Participantes
Nesta edição participam as seguintes equipes:
- Nacional
- Peñarol
- Palestino
- Universidad de San Martín

## Jogos
|  | Semifinais    | Semifinais |   |               | Final          | Final |  |
|  |               |            |   |               |                |       |  |
|  |               |            |   |               |                |       |  |
|  | U. San Martin | 1(4)       |   |               |                |       |  |
|  | Palestino     | 1(5)       |   |               |                |       |  |
|  |               |            |   |               |                |       |  |
|  |               |            |   |               |                |       |  |
|  |               |            |   |               | Palestino      | 2     |  |
|  |               | Peñarol    | 4 |               |                |       |  |
|  |               |            |   |               |                |       |  |
|  |               |            |   |               |                |       |  |
|  |               |            |   |               | Terceiro lugar |       |  |
|  |               |            |   |               |                |       |  |
|  | Nacional      | 1(5)       |   | U. San Martin | 1              |       |  |
|  | Peñarol       | 1(6)       |   |               | Nacional       | 2     |  |

### Semifinais
| 13 de Janeiro 2012 | U. San Martin | 1 - 1 | Palestino  | Estádio Centenário, Montevidéu |
| 20:00 (UTC-3)      | Arriola 55'   |       | Llanos 32' | Árbitro: Daniel Fedurczuk      |

|                                                               |       | Penalidades                                                          |  |
| Perea Fernández Cueva Ballón Sánchez Álvarez Cardoza Céspedes | 4 – 5 | Filgueira Riquelme R. Flores Llanos Bishara D. Flores Escalona Pérez |  |

| 13 de Janeiro 2012 | Nacional              | 1 - 1 | Peñarol        | Estádio Centenário, Montevidéu           |
| 22:00 (UTC-3)      | Boghossian 37' (pen.) |       | Cristóforo 24' | Público: 22,000 Árbitro: Héctor Martínez |

|                                              |       | Penalidades                                         |  |
| Viudez Rolín Romero Núñez García Bueno López | 5 – 6 | Amodio Albín Pérez López Cristóforo González Carini |  |

### Disputa de 3º Lugar
| 15 de Janeiro 2012 | U. San Martin | 1 - 2 | Nacional                | Estádio Centenário, Montevidéu |
| 20:00 (UTC-3)      | Perea 9'      |       | Recoba 15' · Vecino 37' | Árbitro: Gustavo Siegler       |

### Final
| 15 de Janeiro 2012 | Palestino                  | 2 - 4 | Peñarol                              | Estádio Centenário, Montevidéu |
| 22:00 (UTC-3)      | Canales 51' · Corrales 88' |       | Albín 28' 38' (pen.) · Silva 49' 63' | Árbitro: Liber Prudente        |

## Premiação
| Copa Bimbo / Torneio Verão 2012 |
| ------------------------------- |
| PEÑAROL Campeão (1° título)     |

## Ligaçoes externas
- detalles de la Copa Bimbo futbol.com.uy